# Wilhelmine Vorreiter
Wilhelmine Vorreiter (geboren 19. September 1889 in Horst bei Steele; gestorben 22. September 1960 in Gelsenkirchen) war eine deutsche Politikerin der SPD.

## Leben
Wilhelmine Vorreiter trat 1910 der SPD bei und engagierte sich in der Arbeiterwohlfahrt. Mit Einführung des gleichen Wahlrechts in der Weimarer Republik wurde sie 1919 zur Stadtverordneten in Gelsenkirchen gewählt und wurde bis 1933 jeweils wiedergewählt. Ebenso wurde sie in den Provinziallandtag der Provinz Westfalen gewählt, erstmals 1925. In der SPD war sie von 1924 bis 1931 Beisitzerin im Bezirksvorstand Westliches Westfalen. 1927 war sie Delegierte beim Reichsparteitag der SPD. In der AWO wurde sie Mitglied des Bezirksvorstands.
Vorreiter kam nach der Machtergreifung der Nationalsozialisten 1933 für eine Zeit in sogenannte Schutzhaft.
Nach Kriegsende gelangte sie 1950 als Nachrückerin erneut in die Stadtverordnetenversammlung in Gelsenkirchen.